# Cyclocephala nana
Cyclocephala nana är en skalbaggsart som beskrevs av Roger Paul Dechambre 1999. Cyclocephala nana ingår i släktet Cyclocephala och familjen Dynastidae. Inga underarter finns listade i Catalogue of Life.